# Airam López Cabrera
Airam López Cabrera (Puerto de la Cruz, provincia de Santa Cruz de Tenerife, España, 21 de octubre de 1987) es un futbolista español. Juega como delantero y su club es el San Fernando C. D. de la Segunda Federación.

## Trayectoria
Estuvo ocho años en la cadena filial C. D. Tenerife con dos cesiones (al juvenil de Los Llanos y al Laguna). El portuense fue autor de 22 goles en 2009 con el filial del C. D. Tenerife, mejorando en cinco tantos su registro de 2008. La siguiente temporada, en un equipo con las limitaciones propias que tenía el C. D. Tenerife "B", que descendió de Segunda B a Tercera, firma 27 goles. 
En 2010 fue el nuevo artillero para el Villarreal C. F. "B" de cara a la temporada 2010-11.
El 31 de enero de 2012, a falta de 2 horas para el cierre del mercado invernal y tras rescindir su contrato con el Villarreal C. F., se hizo oficial su fichaje por el Córdoba C. F.
El 31 de julio de 2012 se confirmó su fichaje por el C. D. Numancia de Soria, donde comenzó una nueva etapa. En enero de 2013 cambió de filas y se unió al C. D. Lugo, marcando tres goles en esa temporada.
En el verano de 2013 firmó por el Cádiz C. F., equipo en el que militó durante dos temporadas en el grupo IV de Segunda División B, siendo uno de los jugadores más destacados y queridos por la afición durante su estancia en el equipo amarillo. El tinerfeño reconoce que es en el equipo gaditano donde más a disfrutado como futbolista y que le gustaría volver a jugar en él en el futuro.[cita requerida] El primer año el equipo logró clasificarse para los playoffs de ascenso a Segunda División 2014 como cuarto clasificado del grupo IV, para enfrentarse a doble eliminatoria contra el C. E. L'Hospitalet. El resultado fue de 0-0 en Carranza en el partido de ida y 2-1 para el conjunto catalán en la vuelta, que logró darle la vuelta al partido marcando los goles que le darían el pase a la siguiente ronda en los minutos 86 y 93 de partido, dejando así al equipo gaditano sin el tan ansiado ascenso a Segunda División.
La temporada siguiente el Cádiz se clasificó como primero de grupo para jugar de nuevo el playoff de ascenso a Segunda División 2015. Esta vez el rival a batir era el Real Oviedo, teniendo vía libre el ganador de esta eliminatoria para subir directamente a Segunda División, al ser los dos primeros clasificados de sus respectivos grupos. Esta vez la suerte tampoco le sonrió al equipo gaditano, consiguiendo un 1-1 en la ida en el Carlos Tartiere e imponiéndose el equipo asturiano por 0-1 en Carranza. Aun le quedaría una baza al Cádiz al tener que pasar ahora dos eliminatorias. En la primera se impuso al Hércules C. F., pierden el la ida por 2-1 en el Estadio José Rico Pérez pero consiguen darle la vuelta a la eliminatoria en el Ramón de Carranza, imponiéndose los amarillos por 1-0 y obteniendo así la posibilidad de jugar la última y definitiva ronda contra el Bilbao Athletic. El partido de ida se jugó en San Mames donde el equipo amarillo cayó por 2-0. En el partido de vuelta en Carranza el resultado fue de 1-1, tirando por la borda así de nuevo el tan ansiado ascenso a Segunda División de los gaditanos.
En el verano de 2015 se marchó a Polonia para unirse a las filas del Korona Kielce, equipo de la Liga Ekstraklasa polaca. Tras conseguir 16 goles con el equipo polaco, volvió a hacer las maletas para firmar con el Anorthosis Famagusta de la liga chipriota.
Volvió a España en el verano de 2017 tras su fichaje por el Extremadura U. D. que militaba en la Segunda División B española. Tras una segunda etapa en este equipo, ya que entremedias estuvo en el K. S. Cracovia, en octubre de 2020 regresó a Polonia para jugar en el Wisła Płock.
En agosto de 2021 se fue a la India para jugar en el F. C. Goa un año. Pasado ese tiempo regresó a España y firmó por el Atlético Sanluqueño C. F. por una temporada más otra opcional. En la primera de ellas contribuyó con diez goles al ascenso a la Primera Federación.
El 17 de julio de 2024 fichó por el San Fernando C. D. que competía en la Segunda Federación.

## Clubes
| Club                      | País    | Año       | Goles |
| ------------------------- | ------- | --------- | ----- |
| C. D. Laguna              | España  | 2007-2008 | 17    |
| C. D. Tenerife "B"        | España  | 2008-2010 | 50    |
| Villarreal C. F. "B"      | España  | 2010-2011 | 9     |
| Córdoba C. F.             | España  | 2012      | 3     |
| C. D. Numancia            | España  | 2012-2013 | 0     |
| C. D. Lugo                | España  | 2013      | 3     |
| Cádiz C. F.               | España  | 2013-2015 | 35    |
| Korona Kielce             | Polonia | 2015-2016 | 16    |
| Anorthosis Famagusta      | Chipre  | 2016-2017 | 7     |
| Extremadura U. D.         | España  | 2017-2018 | 6     |
| K. S. Cracovia            | Polonia | 2018-2019 | 14    |
| Extremadura U. D.         | España  | 2019-2020 | 1     |
| Wisła Płock               | Polonia | 2020-2021 | 0     |
| F. C. Goa                 | India   | 2021-2022 | 6     |
| Atlético Sanluqueño C. F. | España  | 2022-2024 | 12    |
| San Fernando C. D.        | España  | 2024-     | 1     |